# Klassifikation für Allgemeinbibliotheken
Die Klassifikation für Allgemeinbibliotheken (KAB) ist eine Bibliotheksklassifikation, die vom Zentralinstitut für Bibliothekswesen (DDR) entwickelt wurde und (in überarbeiteter Version) noch heute in den meisten kommunalen Bibliotheken der neuen Bundesländer eingesetzt wird. Nach der Allgemeinen Systematik für Öffentliche Bibliotheken (ASB), als deren ostdeutsches Pendant sie sich betrachten lässt, ist die KAB die meistverbreitete Systematik in öffentlichen Bibliotheken in Deutschland.

## Entwicklung
Vorläufer der KAB war die  Systematik für Allgemeinbibliotheken (SAB), die 1961 in der DDR mit dem Ziel eingeführt worden war, im Hinblick auf die Freihandaufstellung eine Vereinheitlichung und Zentralisierung zu erreichen. Aus einer Überarbeitung der SAB entstand 1978 die KAB unter ihrem ursprünglichen Namen Klassifikation für staatliche Allgemeinbibliotheken und Gewerkschaftsbibliotheken. Die KAB wurde in der DDR für öffentliche Bibliotheken als verbindlich erklärt.
Nach der Wiedervereinigung erfuhr die KAB eine gründliche, vor allem auch politisch-ideologische Überarbeitung. Die Pflege (bisher Zentralinstitut für Bibliothekswesen) übernahm das  Deutsche Bibliotheksinstitut (DBI), später das Ehemalige Deutsche Bibliotheksinstitut (EDBI), bis zu dessen Auflösung. 2003 beschloss die Lektoratskooperation, Verfahren zur künftigen Pflege der KAB zu entwickeln.
Die aktuelle Überarbeitung der KAB/E (Klassifikation für Allgemeinbibliotheken Teil Sachliteratur und Belletristik) wurde 2004 abgeschlossen.
2009 wurde ein Kooperationsvertrag zwischen BIB,  dbv und ekz mit dem Ziel einer Aktualisierung und schrittweisen Anpassung von KAB und ASB geschlossen.

## Die sieben Teilklassifikationen der KAB (mit aktuellem Überarbeitungsjahr)
KAB/E – Sachliteratur und Belletristik (2004)
KAB/K – Kinderliteratur (2010)
KAB/TM – Tonträger, Musik (1994)
KAB/Ter – Regionalkundliche Bestände (1996)
KAB/Art – Bestände in Artotheken
KAB/MN  – Musikalien (Noten)
KAB/BF  – Bibliothekarische Fachliteratur

## Struktur (KAB/E)
Die alphanumerische Notation der KAB ist in 24 Hauptklassen hierarchisch unterteilt. Die Hauptklassen werden (nicht-mnemotechnisch) durch Großbuchstaben ausgedrückt (R für Belletristik), auf diese folgen drei Ziffern für die Unterklassen. Da Nullen (auch voranstehend) eingesetzt werden und so immer drei Ziffern auf die Hauptklasse folgen, ist die KAB trotz ihrer hierarchischen Struktur gleichzeitig enumerativ.
In der KAB treten besondere Schlüsselungen auf: Eine 0 an der zweiten Notationsstelle (erste Ziffer) steht für „Allgemeines“ im Themengebiet der jeweiligen Hauptklasse, eine 9 an dieser Stelle weist Biographien aus. Eine 9 am Ende der Notation bedeutet „Weiteres“.